# Nyctimene aello
Nyctimene aello е вид бозайник от семейство Плодоядни прилепи (Pteropodidae).

## Разпространение
Видът е разпространен в Индонезия и Папуа Нова Гвинея.